# Rioja Televisión
Rioja Televisión (TVR) es un canal de televisión en abierto español que emite para la comunidad autónoma de La Rioja. Es propiedad del Grupo Vocento. Cuenta con una programación generalista para todos los públicos y centrada en noticias regionales. Su sede y estudios se encuentran en Logroño.

## Historia
El canal fue lanzado en 1997 bajo el nombre  Televisión Rioja Canal 52 en el canal 52 de la banda UHF de Logroño y fue creciendo en horas de emisión, audiencia y notoriedad hasta obtener licencia de televisión autonómica. 
Con el aumento paulatino de su popularidad fue conociéndose principalmente por sus siglas TVR y por el nombre Televisión Rioja. 
En octubre de 2005 su imagen se renueva y se integra totalmente en la red de canales locales y regionales Punto TV, propiedad de Vocento, bajo el nombre TVR.
En mayo de 2010 cambió su denominación durante unos meses por el de La 10 Rioja, adaptándose a la red local La 10 que unificó la imagen y programación en cadena de todos los canales regionales de Vocento.
Con el salto de La 10 a nivel nacional el 20 de septiembre de 2010, La 10 Rioja se transformó en La 10 TVR emitiendo durante varias semanas la misma programación que La 10, hasta que finalmente con el inicio de la nueva temporada en octubre de 2010 recuperó el nombre TVR con la imagen de Punto TV, ya utilizada anteriormente.
Comenzó a emitir en Alta definición el día 9 de junio de 2018.

## Programación

### Deporte
Desde sus comienzos, el canal apostó por un amplio seguimiento de las competiciones regionales, pero también se ha destacado por su participación en retransmisiones deportivas de ámbito nacional e internacional. Ha emitido partidos de la máxima categoría mundial de balonmano (EHF) así como programas especiales sobre la vuelta ciclista a España o cobertura de los partidos de la selección española de fútbol en sus encuentros oficiales disputados en La Rioja y todos los partidos de primera división masculina y femenina de los diferentes deportes disputados dentro de la Rioja.

### Fiestas
En su interés por acercarse al tejido popular y tradicional de la autonomía, el canal retransmite los actos institucionales del Día de La Rioja, las celebraciones de San Mateo y San Bernabé en Logroño, o la semana festiva de Calahorra. Así mismo, durante el verano, buena parte de su programación no informativa se centra en las tradiciones, fiestas y folclore local con un extenso recorrido por las festividades de decenas de localidades. Produce el magacine La Rioja en Fiesta, programa con altos índices de audiencia.

### Eventos
TVR  ha emitido multitud de eventos, muchos de los cuales son directamente producidos por la propia emisora, como los Galardones De Pura Cepa, los Premios TVR, el festival solidario Titín y Amigos o la liga de Pádel Interempresas.

### Series emitidas o en emisión en Rioja Televisión
- ¡Ay, Señor, Señor!
- Hermanos de leche
- Kety no para (Serie de TV)
- La ley y la vida
- Famosos y familia
- Gran Reserva
- Gran Reserva: El origen
- Abierto 24 horas
- Calle nueva
- El secreto
- La verdad de Laura
- Géminis, venganza de amor
- Luna negra
- Obsesión
- Etcétera

## Grupo Nueva Rioja S.A.
- Prensa:
  - La Rioja (periódico)
- Televisión: 
  - TVR
- Radio
  - COPE Rioja (asociada)
  - Cadena 100 Rioja (asociada)
  - Rock FM Rioja (asociada)
- Internet
  - La tienda del Diario
  - Merchandising